# Victor Osimhen
Victor James Osimhen, född 29 december 1998, är en nigeriansk fotbollsspelare som spelar för Galatasaray.

## Klubbkarriär
Den 1 augusti 2019 värvades Osimhen av Lille, där han skrev på ett femårskontrakt. Osimhen gjorde två mål i sin Ligue 1-debut den 11 augusti 2019 i en 2–1-vinst över Nantes.
Den 31 juli 2020 värvades Osimhen av Napoli, där han skrev på ett femårskontrakt. Den 4 september 2024 lånades Osimhen ut till turkiska Galatasaray på ett säsongslån.